# Blankenese (serie televisiva)
Blankenese è una serie televisiva tedesca del 1994 ideata da Justus Pfaue e prodotta da Werner Kulenkampff e Rainer Poelmeyer. Tra i protagonisti della serie figurano Ursula Lingen, Gisela Trowe, Hans Quest, Edwin Noël, Agnes Dünneisen, Philipp Moog, Till Demtrøder, Wolfgang Völz, Stephan Orlac, Antje Hagen, Fabian Harloff, Klaus Höhne ed Astrid-Meyer Gossler.
La serie consta di una sola stagione, composta da 26 episodi da 50 minuti. 
La serie fu trasmessa in prima visione dall'emittente televisiva ARD 1 : la prima puntata andò in onda l'11 maggio 1994, l'ultima il 9 novembre 1994. In seguito, è stata replicata, oltre che su ARD 1, anche su N3 e NDR.

## Descrizione
Protagonista della serie sono i Nicholaison, una famiglia del quartiere amburghese di Blankenese, a capo della quale c'è Nicholas Nicholaison, sposato con l'inglese Ellen e proprietario, assieme alla sorella Martha, di una storica azienda armatrice. L'azienda è diretta dal figlio di Nicholas ed Ellen, Klaus: Klaus è separato dalla moglie Elgte, dalla quale ha avuto due figli, Eric e Patrick, ed è legato sentimentalmente ad Elisabeth, sorella di Elgte.